# Junkyard Dog
Vous lisez un « article de qualité » labellisé en 2016.
Junkyard Dog, (litt. « chien de la casse », souvent abrégé en JYD), de son vrai nom Sylvester Ritter (né le 13 décembre 1952 à Wadesboro et mort le 2 juin 1998 à Forest à l'âge de 45 ans), est un catcheur (lutteur professionnel) américain, principalement connu pour son parcours à la Mid-South Wrestling et à la World Wrestling Federation. Il est l'un des lutteurs les plus charismatiques de son époque, notamment lors de son apogée au début des années 1980. Son style de catch brawling, puissant, à base de coups de poing et de coups de tête (headbutts), a contribué à sa renommée. Il entrait sur le ring avec une chaîne attachée à un collier de chien autour du cou.
Durant sa carrière au sein de la Mid-South Wrestling, il remporte trois fois le championnat poids-lourds de Louisiane, quatre fois le championnat poids-lourds nord-américain et huit fois le championnat par équipe. Il entre dans l'histoire du catch en participant au premier match à enjeu de WrestleMania, où il affronte Greg « The Hammer » Valentine pour le titre de champion intercontinental.
Junkyard Dog est intronisé au WWE Hall of Fame à titre posthume en 2004, puis au Professional Wrestling Hall of Fame and Museum en 2012.

## Jeunesse
Sylvester Ritter grandit avec sa sœur Christine et ses cousins auprès de sa grand-mère, Arzie Lee Ritter, son père ne l'ayant pas reconnu et sa mère étant souvent absente. Il suit ses études au Fasion High School (le lycée des Noirs) de Wadesboro où il est né. Il joue au football américain et ses prestations sur le terrain lui permettent d'être régulièrement invité par l'entraîneur du Bowman High School (le lycée des Blancs) aux entraînements avant de rejoindre ce lycée, ce qui lui attire les foudres du Grand Dragon du Ku Klux Klan local.
Il rejoint l'université d'État de Fayetteville où il joue au sein de l'équipe de football américain au poste d'offensive lineman en plus de pratiquer la lutte et l'athlétisme. Il n'est pas choisi par une équipe de la National Football League au cours de la Draft 1975 mais participe au camp d'entraînement des Oilers de Houston. Il n'est pas retenu en raison de problèmes aux genoux. L'année suivante, il tente sa chance chez les Packers de Green Bay mais une blessure met fin à sa carrière de footballeur. Il travaille ensuite comme adjoint du shérif du Comté de Mecklenburg.

## Carrière

### Les débuts (1977-1979)
Sylvester Ritter débute sous son véritable nom à l'International Wrestling Association en Caroline du Nord le 25 décembre 1976. Il part ensuite travailler dans le sud des États-Unis où il rejoint la Mid-South Wrestling (une fédération qui regroupe l'Oklahoma, Arkansas, Louisiane et Mississippi) et à la Championship Wrestling Association du Tennessee. Il y apparaît sous le nom de Leroy Rochester et y remporte le championnat par équipe de la Mid-South avec Gypsy Joe, lors d'un tournoi organisé pour cause de titre vacant, le 25 décembre 1977. Ils perdent leurs titres en janvier 1978 contre Lanny Poffo et Bobby Eaton. Là-bas, Bill Watts, le promoteur de la NWA Mid America, le considère comme trop peu crédible sur le ring et le renvoie après lui avoir dit qu'il peut revenir après s'être amélioré techniquement, car il souhaite porter sur le devant de la scène un catcheur afro-américain,.
Durant son court passage sur le circuit indépendant en Allemagne en août et septembre 1978,, il rencontre un des membres de la famille Hart, qui lui conseille d'aller au Canada à la Stampede Wrestling où il s'entraîne auprès de Stu Hart et adopte le nom de Big Daddy Ritter. Il devient le 1er décembre 1978 champion d'Amérique du Nord de la Stampede après sa victoire sur Alo Leilani,. Il perd ce titre le 6 avril 1979 face à Jake Roberts, mais en reprend possession le 1er juillet face à ce dernier dans un match de l'échelle,. Son second règne se termine le 11 août après avoir perdu face à Larry Lane.

### Mid-South Wrestling (1979-1984)

#### Rivalité avec les Fabulous Freebirds et premiers titres (1980)
En septembre 1979, Ritter retourne à la Mid-South Wrestling grâce à la recommandation de l'adjoint de Watts Grizzly Smith (le père de Jake Roberts), où Bill Watts lui crée son personnage de Junkyard Dog, dont le nom fait référence à Bad, Bad, Leroy Brown, une chanson de Jim Croce. Selon Sylvester Ritter, celui-ci aurait acquis son surnom de Junkyard Dog du temps où il travaillait dans une casse automobile,. Watts souhaite alors élever au rang de star un catcheur afro-américain dans sa fédération et il choisit Ritter bien que d'autres catcheurs aient été pressentis comme Bobo Brazil, qui a été jugé à 55 ans à l'époque comme trop vieux. Tony Atlas et Rocky Johnson ont aussi été envisagés pour ce rôle, mais leurs prétentions salariales ont été jugées trop élevées. Rapidement, il devient la principale vedette de cette fédération, notamment en Louisiane où le Municipal Auditorium est surnommé le « The Dog’s Yard » quand la Mid-South se produit dans cette salle. Au cours des premiers matchs, il entre sur le ring avec une brouette pleine de déchets, vite remplacée par un collier de chien rattaché à une chaîne en métal.
Le 14 mars 1980, il bat Ernie Ladd et devient champion poids-lourds de Louisiane. Dès lors, il entre en rivalité avec le clan de catcheurs heel des Fabulous Freebirds (Buddy Roberts, Michael Hayes et Terry Gordy) après avoir perdu son titre au profit de Terry Gordy le 22 avril. Avec l'aide de Buck Robley, il devient champion par équipe le 6 avril en battant deux des membres des Fabulous Freebirds (Terry Gordy et Michael Hayes). Ces derniers reprennent possession du titre grâce à la victoire de Terry Gordy et Buddy Roberts le 9 juin. Parallèlement, il devient champion poids-lourds du Mississippi en battant Bull Ramos le 9 avril. De ce fait, il détient dès lors trois titres (champion de Louisiane, du Mississippi et champion par équipe) simultanément, jusqu'au 22 avril.
Junkyard Dog obtient un match revanche contre Terry Gordy pour le championnat poids-lourds de Louisiane et récupère la ceinture le 20 mai. À la suite d'une blessure scénaristique (kayfabe) infligée par les Fabulous Freebirds le 13 juin lors d'un Hair vs. Hair match où JYD est « aveuglé » par la crème épilatoire utilisée pour ce match, les ceintures de champion poids-lourds du Mississippi et de Louisiane sont déclarées vacantes. Pour faire monter la tension dans cette rivalité, une vidéo de JYD est diffusée, où il se plaint de ne pas pouvoir voir sa fille La Toya, qui est née peu de temps avant,,. Lors de son retour en août, il affronte de nouveau les membres des Fabulous Freebirds dans une série de matchs en cage et de dog collar matchs. Le 19 septembre, il fait équipe avec Terry Orndorff pour reprendre les ceintures de champions par équipe en battant Terry Gordy et Buddy Roberts.
Le conflit avec les Fabulous Freebirds prend fin lors d'un Loser Leaves Town match (match handicap où les perdants doivent quitter la ville) opposant Junkyard Dog et Terry Orndorff contre les trois membres des Fabulous Freebirds le 23 septembre. En novembre 1980, il perd le championnat par équipe contre Ernie Ladd et Leroy Brown.

#### Championnat par équipe et rivalité avec les Wild Samoans (1981-1982)
L'année 1981 est pour lui celle du championnat par équipe, qu'il remporte à cinq reprises. Le 29 janvier, accompagné par Killer Karl Kox, ils s'emparent des ceintures face à Ernie Ladd et Leroy Brown. Ils perdent le titre trois jours plus tard, le 1er février, lors d'un match revanche. Junkyard choisit alors Dick Murdoch comme coéquipier et ils obtiennent une nouvelle opportunité pour le titre le 30 mars. Ils battent Ernie Ladd et Leroy Brown et sont les nouveaux champions par équipe, mais le titre est rendu vacant le jour même pour cause d'arbitre non officiel. Ils sont de nouveau champions le 27 avril en battant The Grappler et Super Destroyer dans un match par équipe en cage.
En juin, ils perdent les ceintures au profit des Wild Samoans (Afa et Sika Anoa'i), mais obtiennent un match revanche le mois suivant, qu'ils remportent. Ils perdent de nouveau le titre face aux Wild Samoans entre juillet et octobre. À la suite d'un changement de coéquipier, Junkyard Dog, associé dès lors à Mike George, bat une fois de plus les Wild Samoans et récupère les ceintures le 15 octobre. En solo, il devient pour la troisième fois champion poids-lourds de Louisiane en battant The Great Kabuki le 7 décembre. Les Wild Samoans prennent leur revanche en janvier 1982 et récupèrent les ceintures de champion par équipe. La rivalité prend fin quand Junkyard, cette fois-ci accompagné par Mr. Olympia, s'empare une dernière fois du titre le 5 mai 1982.

#### Conquête du championnat poids-lourds nord-américain et départ (1982-1984)
Après 18 mois de conquête des ceintures par équipe, Junkyard Dog lorgne à présent le championnat poids-lourds nord-américain de la Mid-South Wrestling qui est le titre majeur de la fédération. Il remporte le titre en battant Bob Roop malgré l'intervention de Paul Orndorff en faveur de Roop le 21 juin 1982, rendant de fait vacant son titre de champion poids-lourds de Louisiane,. Deux jours seulement après sa victoire, il est dépossédé du titre par Ted DiBiase, qui a, par la suite, effectué un heel turn,. DiBiase a formé avec Matt Borne et Jim Duggan un clan surnommé le Rat Pack et avec Borne ils remportent les ceintures par équipe de JYD et Mr. Olympia le 27 octobre grâce à l'intervention de Duggan, qui a porté un Spear sur Junkyard Dog,. À la suite d'un match l'opposant à DiBiase où le perdant doit quitter la ville pendant 90 jours, Sylvester Ritter réapparaît masqué sous le pseudonyme de Stagger Lee en novembre. Le 25 du même mois, il récupère le titre poids-lourds nord-américain de Ted DiBiase,. Le titre est rendu vacant en février 1983 à la suite de la disparition de Stagger Lee et du retour de Junkyard Dog. Le 16 avril 1983, Junkyard affronte Mr. Olympia, qui est devenu le rival de JYD, dans un match en cage et devient le nouveau champion poids-lourds nord-américain, lors du Superdome Extravaganza au Superdome de La Nouvelle-Orléans, devant 21 400 spectateurs,. Il perd le titre face à Butch Reed le 16 juillet mais remet la main dessus le 26 octobre, de nouveau contre Butch Reed. Quelques mois avant son départ pour la World Wrestling Federation, il est dépossédé du titre par Mr. Wrestling II le 12 mars 1984.

### World Wrestling Federation (1984-1988)

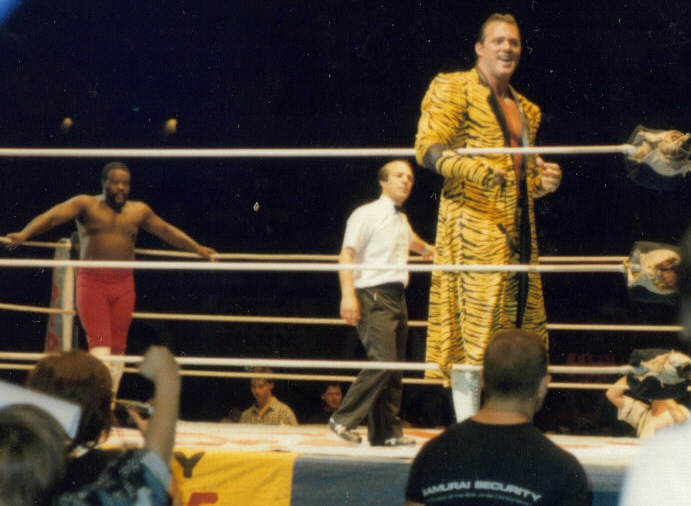
Junkyard Dog (à gauche) et Brutus Beefcake, sur un ring de la WWF.

Ritter débute à la World Wrestling Federation le 10 août 1984, toujours avec son personnage de Junkyard Dog où il reste face et prend l'habitude de faire monter sur le ring de jeunes spectateurs pour danser avec eux à la fin de ses combats.

#### L'apogée (1985)
Quelques mois après ses débuts, il affronte Greg « The Hammer » Valentine pour le championnat intercontinental lors de l'édition inaugurale de WrestleMania le 31 mars 1985. À la fin du match, Tito Santana vient sur le ring et informe l'arbitre que Valentine a remporté le match de manière illégale en s'aidant des cordes. De fait, l'officiel du match annonce la reprise du match. Valentine refuse la décision arbitrale et quitte le ring, donnant la victoire à Junkyard par décompte à l'extérieur mais pas la ceinture. Le 11 mai, il participe à la 1re édition du Saturday Night's Main Event en battant Pete Dougherty. Lors de la 3e édition du Saturday Night's Main Event le 2 novembre, il est battu par Terry Funk. Cinq jours plus tard, il remporte le tournoi du pay-per-view The Wrestling Classic. Ce tournoi comporte seize catcheurs et est organisé en élimination directe. Il élimine Iron Sheik et Moondog Spot, pour enfin battre en finale Randy « Macho Man » Savage.

#### Les prestations notables (1986)
Même si Junkyard Dog ne remporte pas d'autres titres au sein de la World Wrestling Federation, il est néanmoins présent dans les événements majeurs de la fédération. Le 4 janvier 1986, lors du Saturday Night's Main Event IV, il est aux côtés de Hulk Hogan lors de sa défense du championnat poids-lourds de la WWF contre Terry Funk. Plus tard dans la soirée, il fait équipe avec Ricky Steamboat pour battre M.. Fuji et The Magnificent Muraco. Lors du Saturday Night's Main Event V qui a lieu le 1er mars 1986, il bat dans un match simple Adrian Adonis. Le 7 avril 1986, il combat dans la partie de WrestleMania 2 se déroulant à Los Angeles, Californie,. En équipe avec Tito Santana, ils perdent contre Terry Funk et Hoss Funk. Il se met en équipe avec Hulk Hogan pour battre les frères Funk lors d'un match revanche de WrestleMania 2 lors du Saturday Night's Main Event VI du 3 mai 1986.
Junkyard entre en rivalité avec Harley Race dès que celui-ci remporte le tournoi du King of the Ring en juillet 1986. Durant cette rivalité, deux matchs sont programmés dans des événements majeurs de la fédération. Au Saturday Night's Main Event IX du 3 janvier 1987, il bat « King » Harley Race par disqualification à la suite d'une attaque illégale de son manager Bobby Heenan. Après le combat, Junkyard en profite pour dérober la parure royale de son adversaire. À la suite de ce vol, un match spécial où le perdant doit s'incliner (« Loser Must Bow » match) est organisé lors de WrestleMania III le 29 mars 1987. Junkyard perd le match et s'incline devant le roi accompagné de Bobby Heenan et The Fabulous Moolah. Il parvient néanmoins à lui voler une nouvelle fois sa parure royale pour l'humilier. La rivalité entre les deux hommes prend fin en septembre 1987, quand un nouveau roi est proclamé à l'issue du King of the Ring 1987.

#### Les dernières prestations (1988)
Junkyard participe au 1er Royal Rumble en 1988 en entrant en 20e et dernière position. Il est éliminé au bout de deux minutes et huit secondes par Dino Bravo, sans avoir éliminé de participant. À WrestleMania IV, il participe à une bataille royale de 20 catcheurs. Il est le 18e éliminé à la suite d'une alliance de Bad News Brown et Bret « The Hitman » Hart. Le 29 août 1988, lors de la 1re édition de SummerSlam, il perd par disqualification face à Rick Rude à la suite d'une intervention de Jake Roberts,. Son dernier combat à la fédération a lieu le 29 octobre 1988.

### World Championship Wrestling et fin de carrière (1988-1995)
Junkyard Dog fait son arrivée sur les rings de la World Championship Wrestling (version National Wrestling Alliance (NWA)) le 12 décembre 1988, en équipe avec Rick Steiner et Ivan Koloff face à Eddie Sweat, Randy Hogan et Keith Steinborn. Quelques jours plus tard, il participe à Starrcade 1988 où il perd dans un match par équipe avec Ivan Koloff face aux Russian Assassins. Plus tard dans la soirée, il remporte un Bunkhouse Stampede (une bataille royale où les armes sont autorisées et où les catcheurs sont en tenue civile). De janvier 1989 à juin 1990, Junkyard tente à sept reprises de gagner le championnat du monde poids-lourds de la NWA détenu par Ric Flair, sans succès. Le 17 février 1991, dans un spectacle non télévisé, il devient le premier champion du WCW World 6-Man Tag Team avec Ricky Morton et Tommy Rich, en battant Dr X, Dutch Mantell et Buddy Landel. Il perd le titre en compagnie de Tommy Rich dans un match handicap contre Badstreet, Michael Hayes et Jimmy Garvin le 3 juin 1991. Il quitte la fédération en juillet 1993.
Il combat parallèlement au sein de la United States Wrestling Association où il remporte son dernier titre le 21 septembre 1992 en battant Eddie Gilbert pour le championnat du monde poids-lourds unifié. Il perd ce titre trois semaines plus tard au profit de Butch Reed,.
Junkyard Dog termine sa carrière en faisant des apparitions sporadiques dans des fédérations mineures du Mississippi et du Nevada. Ses combats sont alors jugés médiocres et son dernier match se déroule le 24 juin 1995 à Las Vegas, où il est battu par The Honky Tonk Man,. Durant cette période, il souhaite suivre une cure de désintoxication car il se drogue mais ne le peut pas. Il entraîne son neveu Rodney Begnaud qui se fait connaître sous le nom de Rodney Mack.

## Reconnaissance de ses pairs et décès
La fédération Extreme Championship Wrestling intronise Sylvester Ritter en tant que légende hardcore du catch lors du pay-per-view Wrestlepalooza le 3 mai 1998,.
Un mois plus tard, le 1er juin, il décide d'aller à la cérémonie de remise de diplôme de fin d'études secondaires de sa fille en Caroline du Nord mais il arrive en retard. Il rentre chez lui en Louisiane et le 2 juin, il meurt dans un accident de la route sur l'Interstate 20, près de Forest (Mississippi) après s'être endormi au volant.
Il entre au Hall of Fame de la WWE à titre posthume lors des événements annexes de WrestleMania XX le 13 mars 2004,. Lors de la cérémonie, il est présenté par Ernie Ladd et est représenté par sa fille LaToya Ritter. Il entre également au Professional Wrestling Hall of Fame and Museum lors de l'édition 2012.

## Vie privée
Ritter se marie avec Diane avec qui il a une fille, Latoya. Le couple divorce et Ritter demande à sa sœur de veiller sur sa fille qui vit en Caroline du Nord. Latoya décède en décembre 2011 à l'âge de 31 ans.

## Palmarès
- Mid-South Wrestling Association
  - 3 fois champion poids-lourds de Louisiane[25]
  - 1 fois champion poids-lourds du Mississippi[26]
  - 4 fois champion poids-lourds nord-américain[36]
  - 8 fois champion par équipe[28]
    - 1 fois avec Buck Robley
    - 1 fois avec Terry Orndorff
    - 1 fois avec Killer Karl Kox
    - 3 fois avec Dick Murdoch
    - 1 fois avec Mike George
    - 1 fois avec Mr. Olympia
- NWA Mid-America
  - 1 fois champion par équipe Mid-America avec Gypsy Joe[4]
- Professional Wrestling Hall of Fame and Museum
  - Classe 2012[75]
- Stampede Wrestling
  - 2 fois champion poids-lourds nord-américain[76],[77]
- United States Wrestling Association
  - 1 fois champion du monde poids-lourds unifié[78]
- World Championship Wrestling
  - 1 fois champion du monde six-man tag team avec Ricky Morton et Tommy Rich[79],[80]
- World Wrestling Federation / Entertainment
  - WWE Hall of Fame (classe 2004)[81]
  - Vainqueur du tournoi The Wrestling Classic en 1985[82]
  - Slammy Award de la meilleure prestation musicale (1986)[83]

### Récompenses des magazines

#### Pro Wrestling Illustrated
| Année | 1991 | 1992 | 1993 | 1994 | 1995 | 1996 |
| ----- | ---- | ---- | ---- | ---- | ---- | ---- |
| Rang  | 158  | 112  | 132  | 146  | 219  | 275  |

- Catcheur le plus inspiré de l'année (1980)[85]
- 4e catcheur le plus populaire de l'année (1983)[86]
- 4e Comeback de l'année (1992)[87]

#### Wrestling Observer Newsletter awards
- Rivalité de l'année (1982) contre Ted DiBiase[88]
- Pire équipe de l'année (1986) avec George Steele[89]
- Pire rivalité de l'année (1990) contre Ric Flair[90]
- Pire catcheur de l'année (1987 et 1990)[91],[90]